# محمد سحنون
محمد سحنون (8 أبريل 1931 – 20 سبتمبر 2018)، دبلوماسي جزائري شغل منصب سفير الجزائر في كلٍ من ألمانيا وفرنسا والولايات المتحدة والمغرب، وعُين ممثلًا دائمًا للجزائر في الأمم المتحدة. 
شغل سحنون كذلك منصب أمين عام مساعد في منظمة الوحدة الإفريقية، وأمين عام مساعد في جامعة الدول العربية، وممثل الأمين العام للأمم المتحدة للصومال في عام 1992، ولمنطقة البحيرات العظمى الأفريقية في عام 1997. 
واصل سحنون جهوده التي تهدف للسلام والمصالحة من خلال عدة منظمات خيرية تابعة للأمم المتحدة أو منظمات مستقلة. واهتم اهتمامًا خاصًا بفتح مجال الحوار بين الثقافات والأديان المختلفة وشفاء الذكريات المجروحة من الصراعات الماضية.

## النشأة والحرب الجزائرية
وُلد محمد سحنون عام 1931 في مدينة الشلف (التي كانت تُعرف باسم كاستيليوم تانجيتانيوم في عصر الرومان، وباسم الأصنام في عصر الخلافة الأموية وفي الفترة من عام 1962 إلى 1980، وسُميت أورلينزفيل في فترة الاستعمار الفرنسي) في الجزائر. تلقى سحنون تعليمه الثانوي في ليسيه مدينة الجزائر، ثم انتقل إلى السوربون في باريس للدراسة حيث شهد أول هجمات عدوانية خلال حرب الجزائر في 1 نوفمبر 1954. بصفته ناشطًا في جبهة التحرير الوطني الجزائرية، وافق على دعوة اتحاد الطلاب المسلمين الجزائريين للإضراب، وامتنع عن دراسته في باريس وعاد إلى موطنه في الجزائر.
عقب عودته باشر العمل في المراكز الاجتماعية التي أسسها محارب المقاومة الفرنسي جيرمان تيلون بموافقة جاك سوستال (حاكم الجزائر العام في ذلك الوقت) من أجل تخفيف معاناة الشعب الجزائري والحد من فساده وأميته. وفي مارس 1957 اقتحمت الشرطة تلك المؤسسة وفتشتها بالكامل، وألقت القبض على إثني عشر مسيحيًا (من بينهم قساوسة) وثلاثة وعشرين مسلمًا. ألقت الشرطة القبض على سحنون بتهمة التآمر وامتلأت جلسة محاكمته بصخب عالٍ، ولُقبت بمحاكمة «المسيحيين التقدميين». احتجزه الفرنسيون في معتقل سوزيني ذات السمعة السيئة التي أتخذتها كتيبة المظلة الأجنبية الأولى مركزًا للتعذيب والاعتقال أثناء معركة مدينة الجزائر. تعرض سحنون بنفسه للتعذيب. أطلق الفرنسيون سراحه لاحقًا نظرًا لغياب الأدلة الحاسمة على تهمته، وبعدها التمس اللجوء في العاصمة الفرنسية، ثم في بلدية كليشي، وأخيرًا في مدينة لوزان في سويسرا. لم يتمكن سحنون من العودة إلى الجزائر إلا بعد الاستقلال.
تعرف سحنون على منظمة الخدمة الاجتماعية الدولية السلامية خلال سنواته الأولى في الجزائر في عام 1952-1953، وشارك في العديد من معسكرات العمل الدولية التي نظمتها، وأصبح رئيسًا لفرع تلك المنظمة في الجزائر لبعض الوقت. سمحت له تلك التجربة باكتساب خلفية فلسفية راسخة وتكوين شبكة أصدقاء موثوق بهم قدموا له عونًا كبيرًا خلال أحداث خمسينيات القرن العشرين. استأنف سحنون دراساته فيما بعد في جامعة نيويورك حيث نال درجة بكالريوس الآداب وماجستير الآداب في العلوم السياسية.

## مسيرته الدبلوماسية

### خدمته في الجزائر
أضحى محمد سحنون أول مستشار دبلوماسي للحكومة المؤقتة للجمهورية الجزائرية. في عام 1962، رافق سحنون الرئيس أحمد بن بلة في أول رحلة له إلى الولايات المتحدة حيث قابل الرئيس الأمريكي جون كينيدي الذي كان بدوره أحد مؤيدي قضية الاستقلال الجزائري. وفي الوقت الذي حان فيه رحيل الوفد الجزائري إلى كوبا، أطلع كينيدي بن بلة على أول صورة سرية التقطتها طائرات لوكهيد يو-2 التي تظهر منصات إطلاق القذائف السوفييتية في كوبا. وافق الرئيس بن بلة في سبيل حفظ السلام والأمن البشري على إبلاغ رسالة كينيدي إلى فيدل كاسترو موضحًا فيها أن الموقف الحالي قد يستدعي الحرب من جانب الأمريكيين. وبعدها شغل محمد سحنون المناصب الآتية:
- نائب الأمين العام لمنظمة الوحدة الأفريقية (1964–1973).[11]
- نائب الأمين العام لجامعة الدول العربية المسؤول عن الحوار الأفريقي العربي (1973–1975).[11]
- السفير الجزائري في جمهورية ألمانيا الفيدرالية (1975–1979).[11]
- السفير الجزائري في فرنسا (1979–1982). توصلت كلٌ من فرنسا والجزائر في عهده إلى اتفاقية تخص الأمن الاجتماعي وتسوية المعاشات للعمال الجزائريين في فرنسا.[11]
- السفير الجزائري لدى المغرب (1989-30 يونيو 1990[14])
- مستئارا للأعمال الديبلوماسية لدى رئيس الجمهورية(30 يونيو 1990)[15]